# 拉明 (德国)
拉明（德語：Ramin）是德国梅克伦堡-前波美拉尼亚州的一个市镇，隶属于前波美拉尼亚-格赖夫斯瓦尔德县。总面积为46.99平方千米，截至2020年总人口为662人。